# سجاد مردانی

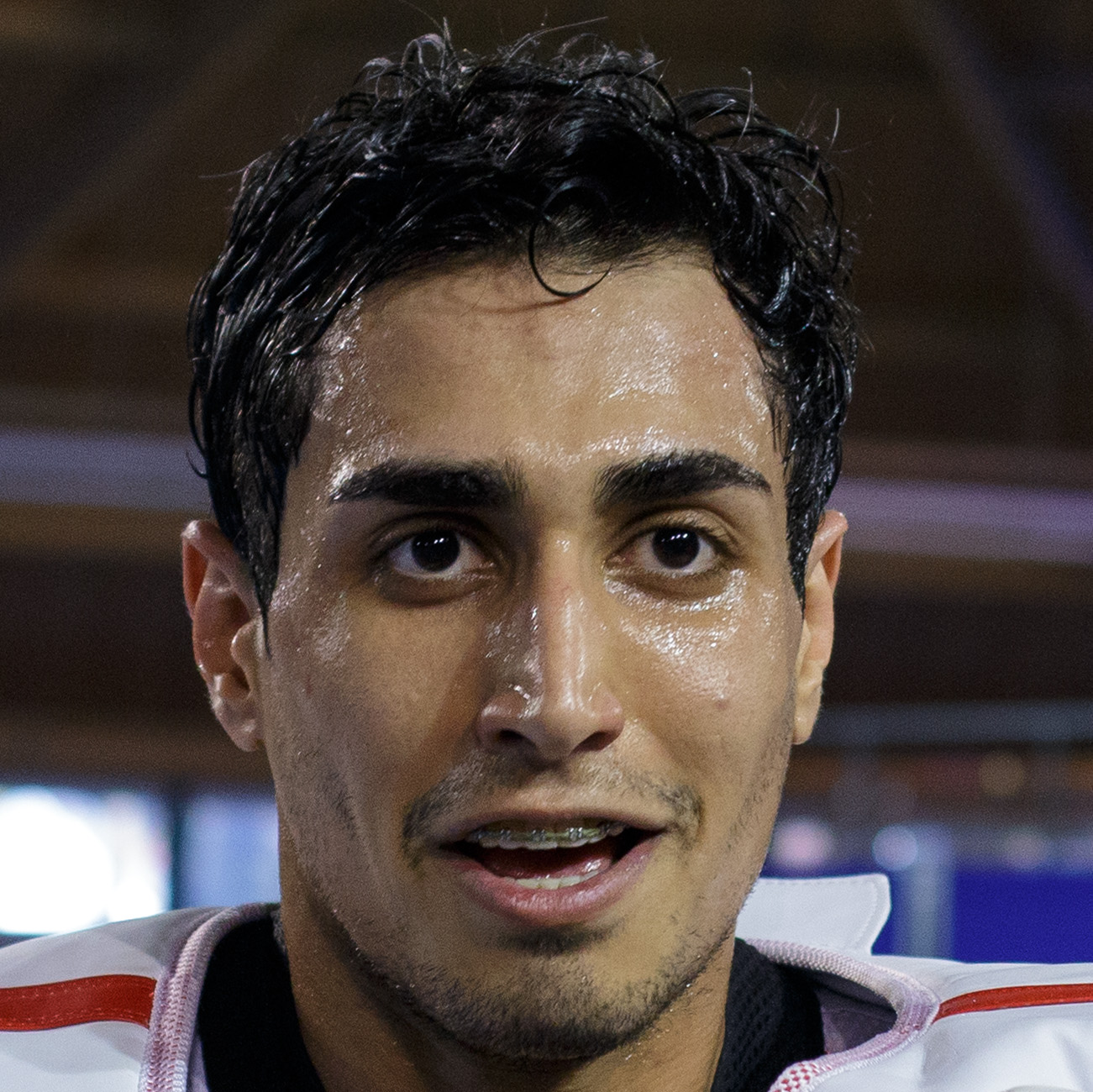
سجاد مردانی در سال ۲۰۱۴

سجاد مردانی  (زاده ۱۰ تیر ۱۳۶۷ در کران، فارسان) تکواندوکار اهل ایران است. وی کاپیتان تیم ملی تکواندوی ایران است.

## زندگی‌نامه
سجاد مردانی  از سن ۷ سالگی ورزش تکواندو را آغاز کرد. بعد از گذشت ۵ سال، موفق به کسب کمربند مشکی (در سن ۱۲ سالگی) شد.
وی در همه مقاطع سنی (نوجوانان، امید، بزرگسالان) عضو تیم ملی ایران بود و درنهایت بعد از کسب مدال‌های طلایی مسابقات شهری، استانی وکشوری، در لیگ برتر سال ۱۳۸۷ بعنوان پدیده معرفی شد و از آنجا به تیم ملی بزرگسالان راه پیدا کرد و فعالیت حرفه ای و بین‌المللی خود را در زمینه تکواندو به صورت رسمی با عضو شدن در تیم ملی بزرگسالان تکواندو آغاز کرد. به مدت ۱۰ سال ورزش حرفه ای خود را در شهر محل زندگی اش (اصفهان) پیش برد و از سال ۱۳۸۴ تا ۱۳۸۵ عضو تیم ملی نوجوانان بود. از سال ۱۳۸۶ تا ۱۳۸۸ عضو تیم ملی جوانان امید بوده‌است و در نهایت از سال ۱۳۸۸ تا به امروز، عضو رسمی سنگین‌وزن تیم ملی تکواندو ایران است.
با نقل مکان کردن به پایتخت ایران (تهران) و شروع تمرینات حرفه ای تکواندو، توانست در اولین رویداد بین‌المللی خود در کشور برزیل شرکت کند و به مدال ارزشمند نقره دست پیدا کند. (بازی‌های جهانی سیزم ۲۰۱۱ میلادی- ریودوژانیرو برزیل)
در همان سال توانست با حضورش در تورنومنت بین‌المللی (هوشی مین – ویتنام) مدال خوشرنگ طلا را از آن خود کند. ایشان درحال حاضر دارای دان ۵ تکواندو است.
مادر، خواهر و برادری تکواندوکار دارد که وی معتقد است خانواده‌ای کاملاً ورزشی دارد.
سجاد مردانی تکواندو را از ۷ سالگی با برادرش آغاز کرده‌است.
سجاد مردانی در بازی‌های آسیایی ۲۰۱۴ در مرحله یک چهارم نهایی مردان در مقابل جو چولو از کره جنوبی با نتیجه ۶–۵ شکست خورد و از راه یافتن به نیمه نهایی بازماند. او همچنین در المپیک ریو ۲۰۱۶ بعنوان نماینده ایران در وزن +۸۰ کیلوگرم شرکت داشت که با قبول شکست در دور یک چهارم پایانی مقابل حریف انگلیسی خود، مهما چو، از دور رقابت‌ها کنار رفت.

## المپیک ۲۰۱۶ ریودوژانیرو
سجاد مردانی در المپیک ۲۰۱۶ ریودوژانیرو در کشور برزیل حضور پیدا کرد. (رنکینگ ۳ المپیکی) وی اولین مدال طلای گرند اسلم در ایران است.
سجاد مردانی اولین سنگین‌وزن پرافتخار تکواندو ایران با مجموع ۴۴ مدال بین‌المللی.

## جایزه بزرگ ژاپن ۲۰۱۹
در وزن ۸۰+ کیلوگرم، سجاد مردانی ابتدا در مرحله یک شانزدهم نهایی مقابل رافائیل آیوکائف از روسیه با نتیجه ۹ بر ۷ به پیروزی رسید. او در مرحله یک‌هشتم نهایی بنیز ا نتیجه ۸ بر ۷ از سد استفن لامبدین از آمریکا گذشت.
مردانی با برتری ۴ بر ۳ مقابل مایکون سیکوئرا، دارنده مدال برنز المپیک ریو و نفر سوم مسابقات جهانی ۲۰۱۹ از برزیل، به دیدار نیمه‌نهایی صعود کرد. کاپیتان تیم ملی تکواندو کشورمان در دیدار نیمه‌نهایی به مصاف کیو دون این از کره‌جنوبی رفت و با نتیجه نزدیک ۵ بر ۴ مغلوب حریف خود شد تا به مدال برنز دست پیدا کند. مردانی در مرحله نخست مسابقات گرندپری امسال نیز به مدال برنز رسیده بود.

## کاپیتان تیم ملی ایران
سجاد مردانی کاپیتان تیم ملی ایران، در ۱۲۹ رویداد بین‌المللی تکواندو شرکت کرده‌است که تا کنون موفق به پیروزی ۹۰ تای آنها شده‌است. سجاد مردانی همچنین از سال ۲۰۱۳ تا کنون، همیشه و سالیانه در رنکینگ المپیکی ۵ نفر برتر سنگین‌وزن دنیا در رشته تکواندو حضور داشته‌است.

## عناوین
- مدال نقره المپیک ارتش‌ها (سیزم) در سال ۲۰۱۱ برزیل
- مدال طلای تورنمنت ویتنام در سال ۲۰۱۱
- مدال طلا مسابقات ۲۰۱۲ ارتش‌های جهان در ویتنام
- مدال برنز مسابقات قهرمانی آسیا سال ۲۰۱۲ ویتنام
- مدال طلای تورنمنت هلند در سال ۲۰۱۲
- مدال طلای تورنمنت کلاس A اسپانیا سال ۲۰۱۳
- مدال نقره تورنمنت تونس در سال ۲۰۱۳
- مدال طلای مسابقات جایزه بزرگ مکزیک سال۲۰۱۵
- مدال طلای مسابقات گرند اسلم ووشی سال ۲۰۱۸